# Saint-André-de-Valborgne
Saint-André-de-Valborgne là một xã ở tỉnh Gard. Xã này có diện tích 48,71 km², dân số năm 1999 là 436 người. Khu vực này có độ cao trung bình mét trên mực nước biển.